# Acrocephalus caffer
Acrocephalus caffer е вид птица от семейство Acrocephalidae. Видът е застрашен от изчезване.

## Разпространение
Разпространен е във Френска Полинезия.